# Dayton (Richland)
Dayton es un pueblo ubicado en el condado de Richland en el estado estadounidense de Wisconsin. En el Censo de 2010 tenía una población de 693 habitantes y una densidad poblacional de 7,62 personas por kilómetro cuadrado.

## Geografía
Dayton se encuentra ubicado en las coordenadas 43°20′9″N 90°29′17″O / 43.33583, -90.48806. Según la Oficina del Censo de los Estados Unidos, Dayton tiene una superficie total de 90.95 km², de la cual 90.95 km² corresponden a tierra firme y (0 %) 0 km² es agua.

## Demografía
Según el censo de 2010, había 693 personas residiendo en Dayton. La densidad de población era de 7,62 hab./km². De los 693 habitantes, Dayton estaba compuesto por el 97.84 % blancos, el 0 % eran afroamericanos, el 0.14 % eran amerindios, el 0.43 % eran asiáticos, el 0 % eran isleños del Pacífico, el 1.15 % eran de otras razas y el 0.43 % pertenecían a dos o más razas. Del total de la población el 2.16 % eran hispanos o latinos de cualquier raza.